# Leptopterigynandrum incurvatum
Leptopterigynandrum incurvatum är en bladmossart som beskrevs av Brotherus 1924. Leptopterigynandrum incurvatum ingår i släktet Leptopterigynandrum och familjen Thuidiaceae. Inga underarter finns listade i Catalogue of Life.